# Capnella thyrsoidea
Capnella thyrsoidea är en korallart som först beskrevs av Addison Emery Verrill 1865.  Capnella thyrsoidea ingår i släktet Capnella och familjen Nephtheidae. Inga underarter finns listade i Catalogue of Life.